# Walther G. Oschilewski
Walther Georg Oschilewski (né le 22 juillet 1904 à Berlin et mort le 1er mai 1987 dans la même ville) est un publiciste social-démocrate, un poète et un historien de la culture allemand. Oschilewski publie également sous les pseudonymes Walther Gosch et Peter Hartberg.

## Biographie
Oschilewski est né dans la classe ouvrière et grandit dans de mauvaises conditions avec ses cinq frères et sœurs.
En 1920, Oschilewski commence un apprentissage de typographe au « Vorwärts » social-démocrate. Il étudie ensuite les sciences politiques et l'histoire politique à Iéna et à Berlin, entre autres en tant qu'élève de Theodor Heuss. Dans les années 1921 à 1923 il y a entre Oschilewski et l'anarchiste Ernst Friedrich une "étroite" coopération et il rapporte en 1978 que cette coopération a "exercé son propre développement" une "influence décisive" sur le sien.
Oschilewski appartient au cercle d'écrivains qui s'est formé autour de Victor Otto Stomps (de) et de sa maison d'édition Rabenpresse (de), fondée en 1926. Ceux-ci comprennent également Horst Lange (de) et sa femme Oda Schaefer, Peter Huchel, Werner Bergengruen, pendant une courte période Bertolt Brecht, Joachim Maass (de), Robert Seitz (de), Jens Heimreich, Rolf Bongs (de), Werner Helwig (de), Eberhard Meckel (de) et Hans Gebse, connu en Suisse sous le nom de philosophe Jean Gebser.
Oschilewski est le rédacteur en chef du magazine littéraire Der Fischzug (de), fondé par Stomps en 1926, qui est interrompu après seulement quelques numéros la même année. Il contribue ensuite à la revue littéraire Der weiße Rabe (de), fondée par Stomps en 1932 et publiée jusqu'en 1934. Le "Chant des étoiles" d'Oschilewski avec une gravure sur bois de Frans Masereel est publié dans la Rabenpresse.
En 1940, Oschilewski devient soldat. Après la guerre, il devient bibliothécaire universitaire à la Bibliothèque des enseignants allemands.
À la suite d'une offre d'Arno Scholz (de) (1904-1971), il devient rédacteur en chef, puis rédacteur en chef adjoint du quotidien berlinois Telegraf (de) jusqu'à son départ en 1969. En outre, il conçoit gratuitement deux pages de feuilletons pour l'hebdomadaire "Berlin Voice", pour lequel il écrit également de nombreux articles, notamment sur l'histoire du SPD et de Berlin.
Oschilewski est membre du conseil municipal du Grand Berlin de 1947 à 1950.
Oschilewski publie, entre autres, une série de portraits d'artistes et d'hommes politiques ainsi que les livres "350 ans de journaux berlinois" et "Les grands socialistes à Berlin". Dans l'annuaire "Der Bär von Berlin" de l'Association d'histoire de Berlin (de), il publie un total de neuf essais sur le mouvement ouvrier et la presse à Berlin.

## Honneurs
- Médaille Fidicin de l'Association d'histoire de Berlin (de) (1972)[2]
- Plaque Ernst-Reuter (de) (1974)

## Publications (sélection)
- Der Buchdrucker. Brauch und Gewohnheit in alter und neuer Zeit. Diederichs, Jena 1935 (= Deutsche Volkheit. Band 80); 3. Auflage. Verlag Beruf und Schule, Itzehoe 1988  (ISBN 978-3-88013-389-1).
- Lassalle in Berlin. In: Jahrbuch „Der Bär von Berlin“, hrsg. v. Association d'histoire de Berlin (de), 1. Jahrgang, Berlin 1951.
- An der Wiege der deutschen Arbeiterbewegung. Stephan Born in Berlin, hrsg. v. Association d'histoire de Berlin, 2. Jahrgang, Berlin 1952.
- Karl Marx als Student in Berlin, hrsg. v. Association d'histoire de Berlin, 3. Jahrgang, Berlin 1953.
- Im Banne Hegels. Friedrich Engels‘ Berliner Militär- und Studienjahr, hrsg. v. Association d'histoire de Berlin, 4. Jahrgang, Berlin 1954.
- „Auff vnser gnedigs erfordern vnd begeren“. Hans Weiß – Berlins erster Buchdrucker, hrsg. v. Association d'histoire de Berlin, 5. Jahrgang, Berlin 1955.
- Berlins älteste Zeitung. Marginalien zu ihrer Geschichte, hrsg. v. Association d'histoire de Berlin, 6. Jahrgang, Berlin 1956.
- Zeitungen in Berlin 1848/49. Geburt einer demokratischen Presse, hrsg. v. Association d'histoire de Berlin, 24. Jahrgang, Berlin 1975.
- Zeitungen in Berlin. Im Spiegel der Jahrhunderte, Haude und Spener (de), Berlin 1975.
- Näher dem Herzen der Schöpfung. Wilhelm Oesterle in Berlin, hrsg. v. Association d'histoire de Berlin, 25. Jahrgang, Berlin 1976.
- Erinnerung an Friedrich Georg Weitsch. Sein Wirken als Hofmaler und Akademiedirektor in Berlin. Hrsg. vom Association d'histoire de Berlin, 27. Jahrgang, Berlin 1978.